# Allen T. Treadway

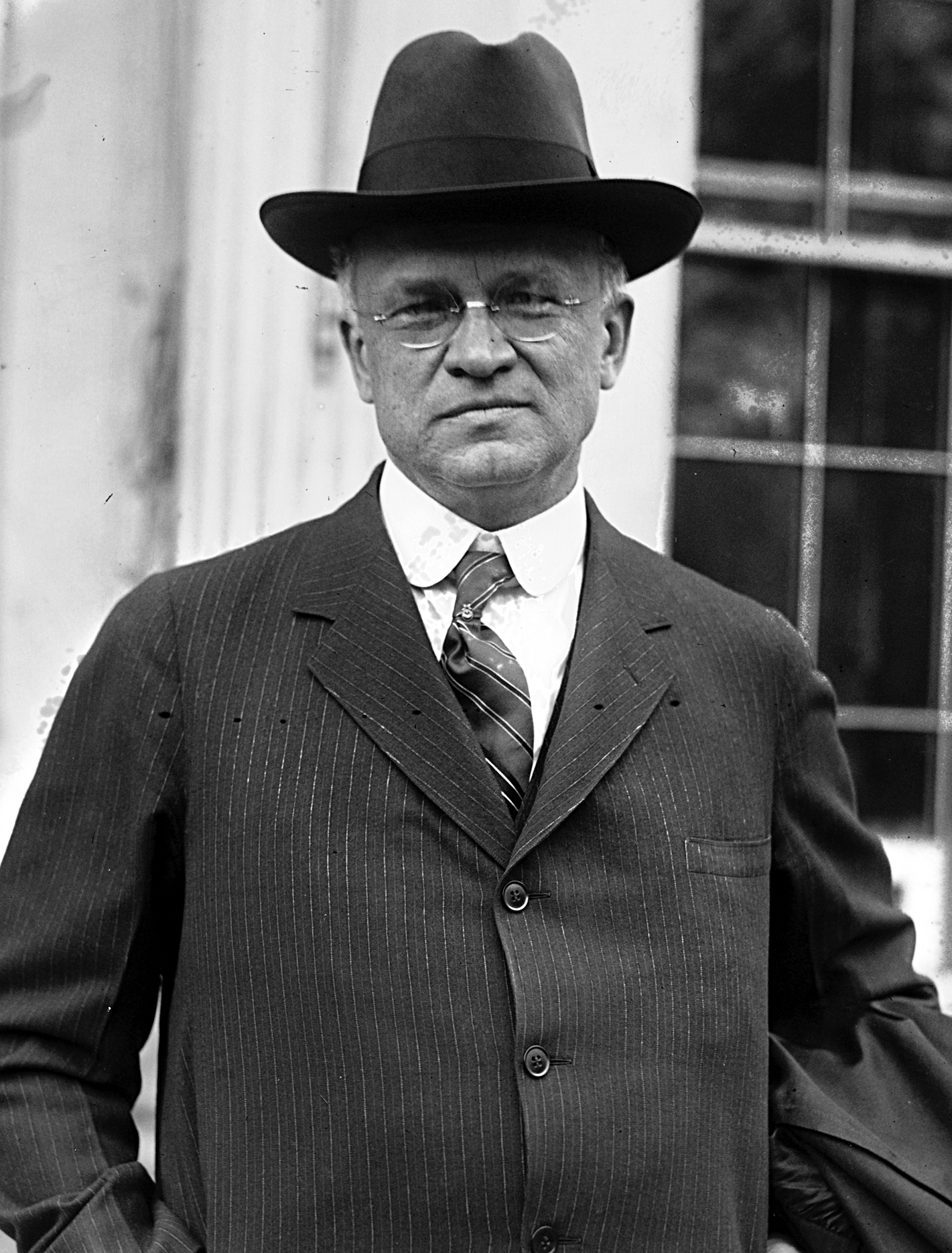
Allen T. Treadway (1923)

Allen Towner Treadway (* 16. September 1867 in Stockbridge, Massachusetts; † 16. Februar 1947 in Washington, D.C.) war ein US-amerikanischer Politiker. Zwischen 1913 und 1945 vertrat er den Bundesstaat Massachusetts im US-Repräsentantenhaus.

## Werdegang
Allen Treadway besuchte die öffentlichen Schulen seiner Heimat und danach bis 1886 das Amherst College. Anschließend arbeitete er in der Hotelbranche. Gleichzeitig schlug er als Mitglied der Republikanischen Partei eine politische Laufbahn ein. Im Jahr 1904 saß er als Abgeordneter im Repräsentantenhaus von Massachusetts. Zwischen 1908 und 1911 gehörte er dem Staatssenat an, dessen Präsident er seit 1909 war.
Bei den Kongresswahlen des Jahres 1912 wurde Treadway im ersten Wahlbezirk von Massachusetts in das US-Repräsentantenhaus in Washington gewählt, wo er am 4. März 1913 die Nachfolge von George P. Lawrence antrat. Nach 15 Wiederwahlen konnte er bis zum 3. Januar 1945 insgesamt 16 Legislaturperioden im Kongress absolvieren. In diese Zeit fiel der Erste Weltkrieg. Seit 1933 wurden im Kongress die New-Deal-Gesetze der Bundesregierung unter Präsident Franklin D. Roosevelt verabschiedet, denen Treadways Partei eher ablehnend gegenüberstand. Seit 1941 war auch die Arbeit des Kongresses von den Ereignissen des Zweiten Weltkrieges geprägt.
1944 verzichtete Allen Treadway auf eine erneute Kongresskandidatur. Nach dem Ende seiner Zeit im US-Repräsentantenhaus zog er sich in den Ruhestand zurück, den er in Stockbridge verbrachte. Er starb am 16. Februar 1947 in der Bundeshauptstadt Washington.